# Mareil-le-Guyon
Mareil-le-Guyon település Franciaországban, Yvelines megyében. Lakosainak száma 413 fő (2022. január 1.). Mareil-le-Guyon Bazoches-sur-Guyonne, Méré és Neauphle-le-Vieux községekkel határos.

## Népesség
A település népességének változása:
| Lakosok száma | 366  | 364  | 383  | 377  | 385  | 391  | 397  | 406  | 413  |
|               | 2013 | 2015 | 2016 | 2017 | 2018 | 2019 | 2020 | 2021 | 2022 |